# 성일륜
성일륜(盛一伦, 1992년 9월 23일 ~ )은 중국의 배우이다.

## 출연작

### 드라마
- 2015년 LETV 웹드라마 《태자비승직기》 - 치청 역
- 2017년 유쿠 웹드라마 《장군재상》 - 조옥근 역
- 2017년 동방 위성 텔레비전 주파극장 《상고정가》 - 릉운성룬 역
- 2017년 후난위성텔레비전 청춘진행중 《표량적이혜진》 - 백호우 역
- 2018년 유쿠 웹드라마 《상해여자도감》 - 옌빙 역
- 2020년 유쿠 웹드라마 《태고신왕》 - 진문천 역
- 2020년 베이징 텔레비전 품질극장 《연운대 : 태후천하》 - 달남아발 역
- 2021년 후난위성텔레비전 금응독파극장 《이상조요중국》 - 여감자 역
- 2022년 아이치이 웹드라마 《니시인간이상》 - 구옌청 역